# Ethulia
Ethulia là một chi thực vật có hoa trong họ Cúc (Asteraceae).

## Loài
Chi Ethulia gồm các loài:
- Ethulia acuminata M.G.Gilbert
- Ethulia angustifolia Bojer ex DC.
- Ethulia bicostata M.G.Gilbert
- Ethulia burundiensis M.G.Gilbert & C.Jeffrey
- Ethulia conyzoides L.f.
- Ethulia faulknerae C.Jeffrey
- Ethulia gracilis Del.
- Ethulia greenwayi M.G.Gilbert
- Ethulia luzonica M.G.Gilbert
- Ethulia megacephala Sch.Bip. ex Miq.
- Ethulia ngorongoroensis M.G.Gilbert
- Ethulia paucifructa M.G.Gilbert
- Ethulia rhizomata M.G.Gilbert
- Ethulia ruhudjiensis M.G.Gilbert
- Ethulia scheffleri S.Moore
- Ethulia triflora J.Kost.
- Ethulia vernonioides (Schweinf.) M.G.Gilbert